# Khúc côn cầu trên cỏ tại Thế vận hội Mùa hè 2016 – Giải đấu Nam
Giải khúc côn cầu trên cỏ của nam tại Thế vận hội Mùa hè 2016 là lần thứ 23 nội dung khúc côn cầu trên cỏ dành cho nam được tổ chức tại Thế vận hội Mùa hè. Giải diễn ra trong mười ba ngày từ 6 tháng 8 tới ngày 18 tháng 8. Tất cả các trận đấu được tổ chức trên sân thuộc Trung tâm khúc côn cầu Olympic tại Deodoro, Rio de Janeiro, Brasil.
Argentina giành huy chương vàng đầu tiên trong lịch sử sau khi đánh bại đội tuyển Bỉ 4–2 trong trận chung kết. Đức nhận huy chương đồng nhờ chiến thắng trước Hà Lan với tỉ số 4–3 trong loạt sút luân lưu sau khi hòa 1–1 trong thời gian thi đấu chính.

## Lịch thi đấu
Lịch thi đấu được công bố ngày 27 tháng 4 năm 2016.
| G | Vòng bảng | ¼ | Tứ kết | ½ | Bán kết | B | Huy chương đồng | F | Chung kết |

| Nội dung ↓/Ngày → | T7 (6/8) | CN (7/8) | T2 (8/8) | T3 (9/8) | T4 (10/8) | T5 (11/8) | T6 (12/8) | T7 (13/8) | CN (14/8) | T2 (15/8) | T3 (16/8) | T4 (17/8) | T5 (18/8) | T5 (18/8) |
| ----------------- | -------- | -------- | -------- | -------- | --------- | --------- | --------- | --------- | --------- | --------- | --------- | --------- | --------- | --------- |
| Nam               | G        | G        | G        | G        | G         | G         | G         |           | ¼         |           | ½         |           | B         | F         |

## Thể thức thi đấu
Mười hai đội tuyển được chia thành hai bảng, mỗi bảng sáu đội, thi đấu vòng tròn một lượt. Sau khi vòng bảng kết thúc, bốn đội đứng đầu mỗi bảng giành quyền vào vòng tứ kết. Hai đội thắng bán kết gặp nhau trong trận tranh huy chương vàng, còn hai đội thua bán kết gặp nhau trong trận tranh huy chương đồng.

## Vòng loại
Mỗi đội tuyển vô địch của năm châu lục được vào thẳng vòng chung kết. Brasil được vào thẳng với tư cách chủ nhà nhưng với điều kiện kèm theo. Do trình độ khúc côn cầu trên cỏ ở Brasil, FIH và Ủy ban Olympic Quốc tế (IOC) yêu cầu đội tuyển Brasil phải đạt thứ hạng từ 13 trở lên trên FIH World Rankings tính đến cuối năm 2014 hoặc ít nhất đạt vị trí thứ sáu tại Đại hội Thể thao Liên châu Mỹ 2015 nếu muốn vượt qua vòng loại với tư cách chủ nhà. Họ hoàn thành mục tiêu sau khi đánh bại Hoa Kỳ trong loạt luân lưu ở tứ kết. Thêm vào đó sáu đội tuyển xếp hạng cao nhất tại bán kết FIH Hockey World League 2014-15 mà chưa.
| Ngày                           | Sự kiện                                             | Địa điểm                | Vượt qua vòng loại |
| ------------------------------ | --------------------------------------------------- | ----------------------- | ------------------ |
| 20 tháng 9 – 2 tháng 10, 2014  | Đại hội Thể thao châu Á 2014                        | Incheon, Hàn Quốc       | Ấn Độ              |
| 3–14 tháng 6, 2015             | Bán kết Giải khúc côn cầu FIH thế giới 2014-15      | Buenos Aires, Argentina | Đức                |
| 3–14 tháng 6, 2015             | Bán kết Giải khúc côn cầu FIH thế giới 2014-15      | Buenos Aires, Argentina | Canada             |
| 3–14 tháng 6, 2015             | Bán kết Giải khúc côn cầu FIH thế giới 2014-15      | Buenos Aires, Argentina | Tây Ban Nha        |
| 3–14 tháng 6, 2015             | Bán kết Giải khúc côn cầu FIH thế giới 2014-15      | Buenos Aires, Argentina | New Zealand        |
| 20 tháng 6 – 5 tháng 7, 2015   | Bán kết Giải khúc côn cầu FIH thế giới 2014-15      | Antwerp, Bỉ             | Bỉ                 |
| 20 tháng 6 – 5 tháng 7, 2015   | Bán kết Giải khúc côn cầu FIH thế giới 2014-15      | Antwerp, Bỉ             | Anh Quốc           |
| 20 tháng 6 – 5 tháng 7, 2015   | Bán kết Giải khúc côn cầu FIH thế giới 2014-15      | Antwerp, Bỉ             | Ireland            |
| 21 tháng 7, 2015               | Chủ nhà                                             | Toronto, Canada         | Brasil             |
| 14–25 tháng 7, 2015            | Đại hội Thể thao Liên châu Mỹ 2015                  | Toronto, Canada         | Argentina          |
| 21–29 tháng 8, 2015            | Giải vô địch khúc côn cầu các quốc gia châu Âu 2015 | Luân Đôn, Anh           | Hà Lan             |
| 21–25 tháng 10, 2015           | Cúp châu Đại Dương 2015                             | Stratford, New Zealand  | Úc                 |
| 23 tháng 10 – 1 tháng 11, 2015 | Giải đấu vòng loại châu Phi 2015                    | Randburg, Nam Phi       | —1                 |
| Tổng cộng                      | Tổng cộng                                           | Tổng cộng               | 12                 |

^1  – Nam Phi giành suất của châu Phi tuy nhiên Ủy ban Olympic và Liên đoàn thể thao Nam Phi (SASCOC) cùng Hiệp hội khúc côn cầu Nam Phi (SAHA) đã đi đến thỏa thuận về các tiêu chí loại đối với Thế vận hội Rio 2016 rằng Vòng loại châu Phi là chưa đủ và đội sẽ không tham gia giải. Do đó, New Zealand, đội chưa vượt qua vòng loại có xếp hạng cao nhất tại bán kết Giải khúc côn cầu nam FIH thế giới 2014-15 sẽ thế chân.

## Vòng bảng
Tất cả thời gian theo giờ địa phường là (UTC-3).

### Bảng A
| VT | Đội         | ST | T | H | B | BT | BB | HS  | Đ  | Giành quyền tham dự |
| -- | ----------- | -- | - | - | - | -- | -- | --- | -- | ------------------- |
| 1  | Bỉ          | 5  | 4 | 0 | 1 | 21 | 5  | +16 | 12 | Tứ kết              |
| 2  | Tây Ban Nha | 5  | 3 | 1 | 1 | 13 | 6  | +7  | 10 | Tứ kết              |
| 3  | Úc          | 5  | 3 | 0 | 2 | 13 | 4  | +9  | 9  | Tứ kết              |
| 4  | New Zealand | 5  | 2 | 1 | 2 | 17 | 8  | +9  | 7  | Tứ kết              |
| 5  | Anh Quốc    | 5  | 1 | 2 | 2 | 14 | 10 | +4  | 5  |                     |
| 6  | Brasil      | 5  | 0 | 0 | 5 | 1  | 46 | −45 | 0  |                     |

| 6 tháng 8 năm 2016 12:30 |

| Bỉ                                                    | 4–1      | Anh Quốc   |
| ----------------------------------------------------- | -------- | ---------- |
| Truyens 5' · Cosyns 32' · Gougnard 35' · Charlier 56' | Chi tiết | Catlin 27' |

| Trọng tài: John Weight (RSA) Coen van Bunge (NED) |

| 6 tháng 8 năm 2016 13:30 |

| Úc                       | 2–1      | New Zealand |
| ------------------------ | -------- | ----------- |
| Ciriello 8' · Gohdes 23' | Chi tiết | Child 31'   |

| Trọng tài: Christian Blasch (GER) Germán Montes de Oca (ARG) |

| 6 tháng 8 năm 2016 19:30 |

| Tây Ban Nha                                                            | 7–0      | Brasil |
| ---------------------------------------------------------------------- | -------- | ------ |
| Lleonart 16', 42' · Oliva 35' · Romeu 35', 52' · Ruiz 45' · Alegre 55' | Chi tiết |        |

| Trọng tài: Marcin Grochal (POL) Chen Dekang (CHN) |

| 7 tháng 8 năm 2016 17:00 |

| Anh Quốc                  | 2–2      | New Zealand                |
| ------------------------- | -------- | -------------------------- |
| Condon 2' · Middleton 25' | Chi tiết | Russell 14' · Phillips 19' |

| Trọng tài: Marcin Grochal (POL) Lim Hong Zhen (SIN) |

| 7 tháng 8 năm 2016 19:30 |

| Brasil | 0–12     | Bỉ |
| ------ | -------- | --- |
|        | Chi tiết | Van Aubel 12' · Van Doren 14', 54' · Cosyns 18', 53' · Denayer 25' · Truyens 28' · Boccard 33' · Briels 33' · Dockier 41' · Charlier 48' · Dohmen 51' |

| Trọng tài: Germán Montes de Oca (ARG) Javed Shaikh (IND) |

| 7 tháng 8 năm 2016 20:30 |

| Úc | 0–1      | Tây Ban Nha  |
| -- | -------- | ------------ |
|    | Chi tiết | Casasayas 6' |

| Trọng tài: Christian Blasch (GER) Coen van Bunge (NED) |

| 9 tháng 8 năm 2016 10:00 |

| New Zealand   | 2–3      | Tây Ban Nha                             |
| ------------- | -------- | --------------------------------------- |
| Child 3', 30' | Chi tiết | Oliva 1' · Casasayas 10' · Lleonart 60' |

| Trọng tài: Christian Blasch (GER) Germán Montes de Oca (ARG) |

| 9 tháng 8 năm 2016 18:00 |

| Brasil   | 1–9      | Anh Quốc                                                                                      |
| -------- | -------- | --------------------------------------------------------------------------------------------- |
| Smith 4' | Chi tiết | Dixon 9' · Middleton 12', 54' · Jackson 27', 57' · Martin 37' · Ward 47', 59' · Gleghorne 56' |

| Trọng tài: Chen Dekang (CHN) Coen van Bunge (NED) |

| 9 tháng 8 năm 2016 20:30 |

| Bỉ         | 1–0      | Úc |
| ---------- | -------- | -- |
| Cosyns 16' | Chi tiết |    |

| Trọng tài: John Wright (RSA) Marcin Grochal (POL) |

| 10 tháng 8 năm 2016 19:30 |

| New Zealand                                                                              | 9–0      | Brasil |
| ---------------------------------------------------------------------------------------- | -------- | ------ |
| Wilson 15', 19', 34', 41' · Shay 21' · Child 26' · Russell 30' · Jenness 45' · Woods 58' | Chi tiết |        |

| Trọng tài: Javed Shaikh (IND) Coen van Bunge (NED) |

| 10 tháng 8 năm 2016 20:30 |

| Anh Quốc    | 1–2      | Úc                         |
| ----------- | -------- | -------------------------- |
| Jackson 58' | Chi tiết | Zalewski 50' · Whetton 55' |

| Trọng tài: Marcin Grochal (POL) John Wright (RSA) |

| 11 tháng 8 năm 2016 13:30 |

| Tây Ban Nha | 1–3      | Bỉ                                           |
| ----------- | -------- | -------------------------------------------- |
| Quemada 41' | Chi tiết | Charlier 6' · Stockbroekx 16' · Charlier 21' |

| Trọng tài: Christian Blasch (GER) Germán Montes de Oca (ARG) |

| 12 tháng 8 năm 2016 17:00 |

| Anh Quốc | 1–1      | Tây Ban Nha |
| -------- | -------- | ----------- |
| Ward 15' | Chi tiết | Alegre 9'   |

| Trọng tài: Christian Blasch (GER) Coen van Bunge (NED) |

| 12 tháng 8 năm 2016 18:00 |

| Bỉ            | 1–3      | New Zealand                         |
| ------------- | -------- | ----------------------------------- |
| Van Aubel 58' | Chi tiết | Child 31' · Wilson 37' · Inglis 52' |

| Trọng tài: Germán Montes de Oca (ARG) John Wright (RSA) |

| 12 tháng 8 năm 2016 20:30 |

| Úc                                                                              | 9–0      | Brasil |
| ------------------------------------------------------------------------------- | -------- | ------ |
| Dwyer 7', 9' · Gohdes 11' · Turner 20', 24', 27' · Dawson 35' · Govers 45', 59' | Chi tiết |        |

| Trọng tài: Javed Shaikh (IND) Lim Hong Zhen (SIN) |

### Bảng B
| VT | Đội       | ST | T | H | B | BT | BB | HS  | Đ  | Giành quyền tham dự |
| -- | --------- | -- | - | - | - | -- | -- | --- | -- | ------------------- |
| 1  | Đức       | 5  | 4 | 1 | 0 | 17 | 10 | +7  | 13 | Tứ kết              |
| 2  | Hà Lan    | 5  | 3 | 1 | 1 | 18 | 6  | +12 | 10 | Tứ kết              |
| 3  | Argentina | 5  | 2 | 2 | 1 | 14 | 12 | +2  | 8  | Tứ kết              |
| 4  | Ấn Độ     | 5  | 2 | 1 | 2 | 9  | 9  | 0   | 7  | Tứ kết              |
| 5  | Ireland   | 5  | 1 | 0 | 4 | 10 | 16 | −6  | 3  |                     |
| 6  | Canada    | 5  | 0 | 1 | 4 | 7  | 22 | −15 | 1  |                     |

| 6 tháng 8 năm 2016 10:00 |

| Argentina                   | 3–3      | Hà Lan                                              |
| --------------------------- | -------- | --------------------------------------------------- |
| Vila 29', 49' · Paredes 54' | Chi tiết | Hertzberger 18' · Van der Weerden 36' · Van Ass 43' |

| Trọng tài: Martin Madden (GBR) Adam Kearns (AUS) |

| 6 tháng 8 năm 2016 11:00 |

| Ấn Độ                               | 3–2      | Ireland                  |
| ----------------------------------- | -------- | ------------------------ |
| Raghunath 15+' · Ru. Singh 27', 49' | Chi tiết | Shimmins 45' · Harte 56' |

| Trọng tài: Murray Grime (AUS) Paco Vázquez (ESP) |

| 6 tháng 8 năm 2016 18:00 |

| Canada                    | 2–6      | Đức                                                     |
| ------------------------- | -------- | ------------------------------------------------------- |
| Pearson 11' · Pereira 39' | Chi tiết | Fürste 4', 33' · Wellen 6', 46' · Müller 14' · Butt 26' |

| Trọng tài: Marcelo Servetto (ESP) Simon Taylor (NZL) |

| 7 tháng 8 năm 2016 18:00 |

| Hà Lan                                                              | 5–0      | Ireland |
| ------------------------------------------------------------------- | -------- | ------- |
| van der Weerden 7', 40' · Croon 8' · Pruijser 42' · Hertzberger 60' | Chi tiết |         |

| Trọng tài: Nathan Stagno (GBR) Tim Pullman (AUS) |

| 8 tháng 8 năm 2016 11:00 |

| Đức                   | 2–1      | Ấn Độ         |
| --------------------- | -------- | ------------- |
| Wellen 18' · Rühr 60' | Chi tiết | Ru. Singh 23' |

| Trọng tài: Tim Pullman (AUS) Martin Madden (GBR) |

| 8 tháng 8 năm 2016 12:30 |

| Canada     | 1–3      | Argentina                      |
| ---------- | -------- | ------------------------------ |
| Tupper 55' | Chi tiết | Paredes 13' · Peillat 46', 51' |

| Trọng tài: Adam Kearns (AUS) Simon Taylor (NZL) |

| 9 tháng 8 năm 2016 11:00 |

| Argentina   | 1–2      | Ấn Độ                      |
| ----------- | -------- | -------------------------- |
| Peillat 49' | Chi tiết | C. Singh 8' · K. Singh 35' |

| Trọng tài: Paco Vázquez (ESP) Simon Taylor (NZL) |

| 9 tháng 8 năm 2016 12:30 |

| Đức                           | 3–2      | Ireland                 |
| ----------------------------- | -------- | ----------------------- |
| Fürste 13', 38' · Zwicker 42' | Chi tiết | Magee 26' · Darling 59' |

| Trọng tài: Marcelo Servetto (ESP) Lim Hong Zhen (SIN) |

| 9 tháng 8 năm 2016 13:30 |

| Hà Lan                                                                             | 7–0      | Canada |
| ---------------------------------------------------------------------------------- | -------- | ------ |
| Van Ass 9' · Van der Weerden 25', 52', 60' · Hertzberger 29', 36' · Kempermann 58' | Chi tiết |        |

| Trọng tài: Murray Grime (AUS) Nathan Stagno (GBR) |

| 11 tháng 8 năm 2016 10:00 |

| Hà Lan                           | 2–1      | Ấn Độ         |
| -------------------------------- | -------- | ------------- |
| Hofman 35' · Van der Weerden 54' | Chi tiết | Raghunath 38' |

| Trọng tài: Murray Grime (AUS) Martin Madden (GBR) |

| 11 tháng 8 năm 2016 11:00 |

| Ireland                                       | 4–2      | Canada          |
| --------------------------------------------- | -------- | --------------- |
| O'Donoghue 1', 28' · Caruth 29' · Darling 57' | Chi tiết | Tupper 37', 50' |

| Trọng tài: Marcelo Servetto (ESP) Nathan Stagno (GBR) |

| 11 tháng 8 năm 2016 12:30 |

| Argentina                                    | 4–4      | Đức                                                     |
| -------------------------------------------- | -------- | ------------------------------------------------------- |
| Vila 4' · Ibarra 29' · Peillat 48' · Rey 57' | Chi tiết | Herzbruch 15' · Wesley 24' · Grambusch 28' · Müller 60' |

| Trọng tài: Adam Kearns (AUS) Paco Vázquez (ESP) |

| 12 tháng 8 năm 2016 12:30 |

| Ấn Độ                        | 2–2      | Canada          |
| ---------------------------- | -------- | --------------- |
| A. Singh 33' · Ra. Singh 41' | Chi tiết | Tupper 33', 52' |

| Trọng tài: Nathan Stagno (GBR) Adam Kearns (AUS) |

| 12 tháng 8 năm 2016 13:30 |

| Đức                      | 2–1      | Hà Lan     |
| ------------------------ | -------- | ---------- |
| Fuchs 7' · Grambusch 33' | Chi tiết | Van As 44' |

| Trọng tài: Murray Grime (AUS) Marcelo Servetto (ESP) |

| 12 tháng 8 năm 2016 19:30 |

| Ireland                     | 2–3      | Argentina                      |
| --------------------------- | -------- | ------------------------------ |
| Jermyn 25' · O'Donoghue 51' | Chi tiết | Saladino 8' · Peillat 27', 51' |

| Trọng tài: Simon Taylor (NZL) Paco Vázquez (ESP) |

## Vòng đấu loại trực tiếp

### Sơ đồ
|  | Tứ kết      | Tứ kết     |            |       | Bán kết         | Bán kết         |  |  | Huy chương vàng | Huy chương vàng |
|  |             |            |            |       |                 |                 |  |  |                 |                 |
|  | 14 tháng 8  |            |            |       |                 |                 |  |  |                 |                 |
|  |             |            |            |       |                 |                 |  |  |                 |                 |
|  | Bỉ          | 3          |            |       |                 |                 |  |  |                 |                 |
|  | Bỉ          | 3          | 16 tháng 8 |       |                 |                 |  |  |                 |                 |
|  | Ấn Độ       | 1          |            |       |                 |                 |  |  |                 |                 |
|  | Ấn Độ       | 1          | Bỉ         | 3     |                 |                 |  |  |                 |                 |
|  | 14 tháng 8  |            | Bỉ         | 3     |                 |                 |  |  |                 |                 |
|  |             | Hà Lan     | 1          |       |                 |                 |  |  |                 |                 |
|  | Hà Lan      | Hà Lan     | 1          | 4     |                 |                 |  |  |                 |                 |
|  | Hà Lan      |            | 18 tháng 8 | 4     |                 |                 |  |  |                 |                 |
|  | Úc          | 0          |            |       |                 |                 |  |  |                 |                 |
|  | Úc          | 0          | Bỉ         | 2     |                 |                 |  |  |                 |                 |
|  | 14 tháng 8  |            | Bỉ         | 2     |                 |                 |  |  |                 |                 |
|  |             | Argentina  | 4          |       |                 |                 |  |  |                 |                 |
|  | Tây Ban Nha | Argentina  | 4          | 1     |                 |                 |  |  |                 |                 |
|  | Tây Ban Nha | 16 tháng 8 |            | 1     |                 |                 |  |  |                 |                 |
|  | Argentina   | 2          |            |       |                 |                 |  |  |                 |                 |
|  | Argentina   | 2          | Argentina  | 5     |                 |                 |  |  |                 |                 |
|  | 14 tháng 8  |            | Argentina  | 5     |                 |                 |  |  |                 |                 |
|  |             | Đức        | 2          |       | Huy chương đồng | Huy chương đồng |  |  |                 |                 |
|  | Đức         | Đức        | 2          | 3     | Huy chương đồng | Huy chương đồng |  |  |                 |                 |
|  | Đức         |            | 18 tháng 8 | 3     |                 |                 |  |  |                 |                 |
|  | New Zealand | 2          |            |       |                 |                 |  |  |                 |                 |
|  | New Zealand | 2          | Hà Lan     | 1 (3) |                 |                 |  |  |                 |                 |
|  |             |            |            |       |                 |                 |  |  |                 |                 |
|  | Đức (p)     | 1 (4)      |            |       |                 |                 |  |  |                 |                 |
|  | Đức (p)     | 1 (4)      |            |       |                 |                 |  |  |                 |                 |

### Tứ kết
| 14 tháng 8 năm 2016 10:00 |

| Tây Ban Nha | 1–2      | Argentina                 |
| ----------- | -------- | ------------------------- |
| Quemada 57' | Chi tiết | Peillat 15' · Gilardi 59' |

| Trọng tài: Martin Madden (GBR) Adam Kearns (AUS) |

| 14 tháng 8 năm 2016 12:30 |

| Bỉ                          | 3–1      | Ấn Độ        |
| --------------------------- | -------- | ------------ |
| Dockier 34', 45' · Boon 50' | Chi tiết | A. Singh 15' |

| Trọng tài: Simon Taylor (NZL) Nathan Stagno (GBR) |

| 14 tháng 8 năm 2016 18:00 |

| Hà Lan                                                     | 4–0      | Úc |
| ---------------------------------------------------------- | -------- | -- |
| Bakker 1' · De Voogd 28' · Verga 33' · Van der Weerden 49' | Chi tiết |    |

| Trọng tài: Christian Blasch (GER) Paco Vázquez (ESP) |

| 14 tháng 8 năm 2016 20:30 |

| Đức                         | 3–2      | New Zealand               |
| --------------------------- | -------- | ------------------------- |
| Fürste 56', 60' · Fuchs 60' | Chi tiết | Inglis 18' · McAleese 49' |

| Trọng tài: Marcelo Servetto (ESP) Murray Grime (AUS) |

### Bán kết
| 16 tháng 8 năm 2016 12:00 |

| Argentina                                    | 5–2      | Đức                   |
| -------------------------------------------- | -------- | --------------------- |
| Peillat 9', 12', 28' · Menini 36' · Vila 47' | Chi tiết | Fürste 51' · Rühr 58' |

| Trọng tài: Marcin Grochal (POL) John Wright (RSA) |

| 16 tháng 8 năm 2016 17:00 |

| Bỉ                                       | 3–1      | Hà Lan              |
| ---------------------------------------- | -------- | ------------------- |
| Truyens 25' · Dohmen 29' · van Aubel 46' | Chi tiết | van der Weerden 29' |

| Trọng tài: Germán Montes de Oca (ARG) Murray Grime (AUS) |

### Huy chương đồng
| 18 tháng 8 năm 2016 12:00 |

| Hà Lan                                                | 1–1      | Đức                                     |
| ----------------------------------------------------- | -------- | --------------------------------------- |
| Croon 35'                                             | Chi tiết | M. Grambusch 42'                        |
| Loạt luân lưu                                         |          |                                         |
| Bakker · Kempermann · Hertzberger · Van Ass · De Wijn | 3–4      | Hauke · M. Grambusch · Herzbruch · Butt |

| Trọng tài: Marcelo Servetto (ESP) Martin Madden (GBR) |

### Huy chương vàng
| 18 tháng 8 năm 2016 17:00 |

| Bỉ                      | 2–4      | Argentina                                           |
| ----------------------- | -------- | --------------------------------------------------- |
| Cosyns 3' · Boccard 45' | Chi tiết | Ibarra 12' · Ortiz 15' · Peillat 22' · Mazzilli 60' |

| Trọng tài: John Wright (RSA) Christian Blasch (GER) |

## Xếp hạng chung cuộc
| Hạng | Đội         | St | T | H | B | Bt | Bb | Hs  | Đ  |
| ---- | ----------- | -- | - | - | - | -- | -- | --- | -- |
|      | Argentina   | 8  | 5 | 2 | 1 | 25 | 17 | +8  | 17 |
|      | Bỉ          | 8  | 6 | 0 | 2 | 29 | 11 | +18 | 18 |
|      | Đức         | 8  | 5 | 2 | 1 | 23 | 18 | +5  | 17 |
| 4    | Hà Lan      | 8  | 4 | 2 | 2 | 24 | 10 | +14 | 14 |
| 5    | Tây Ban Nha | 6  | 3 | 1 | 2 | 14 | 8  | +6  | 10 |
| 6    | Úc          | 6  | 3 | 0 | 3 | 13 | 8  | +5  | 9  |
| 7    | New Zealand | 6  | 2 | 1 | 3 | 19 | 11 | +8  | 7  |
| 8    | Ấn Độ       | 6  | 2 | 1 | 3 | 10 | 12 | −2  | 7  |
| 9    | Anh Quốc    | 5  | 1 | 2 | 2 | 14 | 10 | +4  | 5  |
| 10   | Ireland     | 5  | 1 | 0 | 4 | 10 | 16 | −6  | 3  |
| 11   | Canada      | 5  | 0 | 1 | 4 | 7  | 22 | −15 | 1  |
| 12   | Brasil      | 5  | 0 | 0 | 5 | 1  | 46 | −45 | 0  |